# 안드라지 안투니스 안데르송
안드라지 안투니스 안데르송(Andrade Antunes Anderson, 1981년 11월 15일 ~ )는 브라질의 축구 선수로, 현재 로아소 구마모토에서 공격수로 뛰고 있다.

## 클럽 경력
멕시코에서 짧은 프로 생활을 한 후 브라질에서 4년 간 활동했다. 2006년에 일본의 미토 홀리호크에 입단했다. 그는 리그에서 많은 골을 기록했다. 2006 시즌이 끝나고, 12월 20일에 그는 브라질로 돌아가고 싶어했으나 1월, 사간 도스와 계약했다. 2007년 6월 16일, 그는 임대로 시미즈 에스펄스에 입단했다. 그러나 그는 시즈오카에선 성공적이지 못하였다. 이어 2부 팀 요코하마 FC에 입단했다.
안데르송은 2008년 여름에 브라질로 돌아갔고, 리우 브랑쿠 지 안드라다스에 입단했다. 2008-2009 시즌에, 그는 팀 최다 득점을 올렸고, 카풍가 트로피를 들어올렸다.
2009년 7월 5일, 이집트 프리미어리그 클럽 자말렉 SC가 안데르송과 3년 계약을 맺었다고 발표했다. 그러나 자말렉 SC는 안데르송에게 급료를 지불하지 않았기 때문에 다시 브라질로 돌아갔다.
2009년 11월, 코스타리카의 브루하스 FC에 입단했고, 9경기에서 8골을 기록했다.
이후 2010년 대구 FC에 입단했고, 3월 28일 첫 골을 기록했다. 이 경기에서 대구는 대전 시티즌을 2 대 1로 꺾었다.